# Ramelteon
Ramelteon este un medicament sedativ și hipnotic, fiind utilizat în tratamentul insomniilor. Calea de administrare disponibilă este cea orală.

## Utilizări medicale
Ramelteon este utilizat în tratamentul insomniilor caracterizate prin dificultate de adormire.

## Mecanism de acțiune
Ramelteon este un agonist al receptorilor pentru melatonină, având afinitate mare de legare pentru receptorii MT1 și MT2 și selectivitate pe receptorii MT3.3 receptor.